# 현대 넥쏘
현대 넥쏘(Hyundai Nexo)는 현대자동차의 전륜구동 수소연료전지 SUV이다. 2017년 상반기 제네바 모터쇼에서 넥쏘의 콘셉트 카인 'FE'가 세계최초로 공개되었고, 2018년 양산형 모델이 넥쏘라는 이름으로 판매되었다. 투싼과 동일한 플랫폼을 사용한다.
2세대인 NH2는 2025년 6월 출시되었다.

## 넥쏘 (FE; 2018년 3월~2025년 6월)
2018년 3월 20일부터 넥쏘의 예약 판매가 개시됐다. 판매되기 전인 2018년 1월 15일 서울~평창 간 고속도로를 약 200km 구간을 레벨4 수준의 자율주행으로 완주에 성공했다. 민간에 개방된 수소 충전소가 있는 서울, 울산, 광주, 창원, 홍성에 우선 판매를 시작했고, 이후에는 대구에도 성서산단에 수소충전소가 생기면서 대구에도 판매 중이다. 기본 출시 가격은 6,890~7,220만 원이나, 정부 보조금을 통해 실 구매가는 3,390~3,970만 원으로 책정되었다. 예약구매 첫날 예약량은 733대으로 괜찮은 판매량을 보여준다. 2018년 3월 27일 넥쏘의 출고가 시작되었다. 1호차는 광주광역시청에서 구입했으며, 넥쏘를 관용차로 구매했다. 광주에 2번째 수소충전소인 동곡동 수소 충전소의 개소와 함께 넥쏘의 인도식을 열였다.

### 외장
디자인의 경우 미래지향적 디자인을 극대화기 위해 현대차의 디자인 철학을 적용하면서도 단순화해 차별화를 두었다. 현대자동차의 SUV의 아이덴티티인 상하 분리식 헤드램프를 적용했으나 X자 모양이 강조된 캐스케이딩 그릴과 측면 인테이크 그릴을 적용하면서도 다른 현대 SUV에 비해 단순해진 디자인이 특징이다. 상단 주간주행등의 경우 DRL 사이에 또 길다란 막대 형태의 램프를 구성해 양쪽 DRL을 연결시킴으로써 미래 자동차 이미지를 더하기도 했다. 하단 헤드램프의 경우 상단 LED 주간주행등과 가깝게 배치되었으며 측면 디자인도 단순하나 차별적인 디자인을 채용하였다. 특히 후드에서 A필러로 이어지는 벨트라인의 경우 코나와 비슷하나 더욱 선을 강조한 느낌이다. 후면을 보면 전면부보다 훨씬 안정적이고 차분한 디자인이지만, 미래의 차라는 점을 분명히 느낄 수 있도록 램프 그래픽을 화려하게 꾸몄다. 인테리어야 말로 이 차의 특색을 드러내는 부분인데 센터 페이시아가 세로로 서있는 기존의 자동차와 달리, 누르기 쉽도록 눕혀져 있는 것이 특징이다. 12인치 거대한 센터 디스플레이는 2,3 파트로 나뉘어 동시에 여러 내용을 표시할 수 있다. 또한 터치가 가능하며 다이얼로도 조절할 수 있다는 점이 편리성을 향상시킨다.

### 내장
외장 색상으로 오션 인디고 펄, 크리미 화이트펄, 카퍼 메탈릭, 티타늄 그레이 매트(무광, 옵션)에 아마존 그레이 메탈릭이 추가되며 코쿤 실버 컬러가 삭제되었다. 내장 색상은 메테오 블루와 스톤 그레이 컬러 2가지가 외장색상별로 조합된다. 랜드로버 레인지 로버 벨라처럼 오토 플러시 도어핸들이 장착되며, 2021년에 출시된 아이오닉 5에도 오토 플러시 도어핸들이 장착됐다.

### 기술
넥쏘는 단 5분간의 수소 충전으로 최대 630km까지 주행이 가능하다. 또한 3단계 공기정화 시스템으로 PM 2.5 이하의 초미세먼지를 99.9% 제거하는 기능도 갖추고 있다. 가솔린 차와 다른 무게 중심(GC)에 맞춰 서스펜션 롤센터(RC)를 처음부터 설계했기 때문에 이전의 FCEV와 다른 주행감각을 선보인다. 아이오닉 전기차와 마찬가지로 패들을 이용해 회생제동의 정도를 3단계로 수시 조절할 수 있다. 차선 변경시 방향지시등의 방향으로 사이드미러를 카메라를 통해 계기반에 보여준다. 거울보다 사각지대가 적어 사각지대로 인한 사고를 줄일 효과도 가지고 있다. 작동 방법 자체도 어라운드뷰 카메라를 이용, 비디오프로세싱을 통해 후방을 비춰주는 방식이다. 초음파 센서를 이용해 자율주차를 하는 기능도 탑재되었다. 차에서 내려서 리모콘 키로 전진/후진 버튼을 누르면 차가 알아서 주차하는 방식이다. 스마트크루즈컨트롤(SCC)과 차선유지기능은 고속도로에선 손을 떼도 알아서 주행을 해주고, 차선의 가운데로 차를 유지시켜 운전자의 피로도를 극도로 낮춰준다. 앞차에 마춰 스스로 속도를 줄이거나 높이는게 가능하다.
현대자동차가 친환경 모델을 앞세워 일본 승용차 시장 재진출을 선언, 2022년 2월 8일 아이오닉 5와 함께 일본 현지에서 출시됐다.

## 디 올 뉴 넥쏘 (NH2; 2025년 6월~현재)

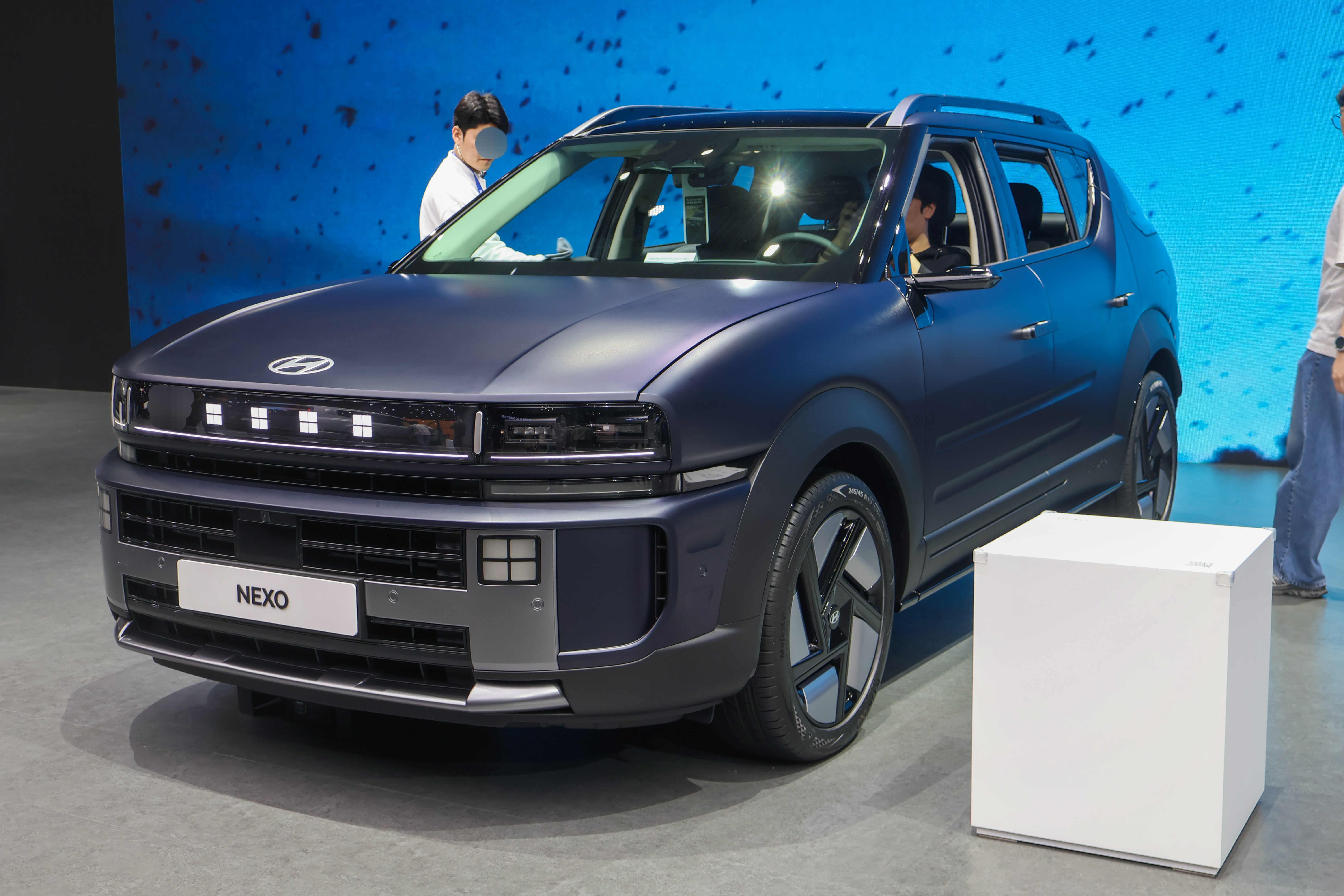
2025 서울모빌리티쇼에 전시된 디 올 뉴 넥쏘

2025년 4월 3일,2025 서울모빌리티쇼에서 수소전기차 모델, 디 올 뉴 넥쏘(The all-new NEXO)를 세계 최초 공개했다. 디 올 뉴 넥쏘의 전면 주간주행등과 리어 콤비램프에는 현대차그룹의 수소 비즈니스 브랜드인 HTWO 심볼을 형상화한 HTWO 램프가 적용됐다. 실내에는 패딩 패턴이 적용됐으며, 운전자 중심의 파노라믹 커브드 디스플레이와 크래시패드 측면에 일체형으로 탑재된 디지털 사이드 미러가 장착됐다. 이 외에도 실내외 V2L, 100W C타입 충전 포트, 그리고 현대 브랜드 최초로 적용된 오디오 바이 뱅앤올룹슨 프리미엄 사운드 시스템이 탑재됐다. 현대차 최초로 외장 범퍼와 클래딩에 폐차 재활용 플라스틱이 적용됐으며, 바이오 프로세스 가죽, 바이오 폴리우레탄 가죽, 바이오 페인트, 바이오 플라스틱, 재활용 PET 원단, 리넨 원단 등 친환경 소재가 내·외장재 전반에 활용됐다. 또한 기존 모델 대비 80mm 확장된 리어 오버행을 기반으로 최대 4개의 골프백 수납이 가능한 510ℓ(VDA 기준)의 러기지 공간과 다양한 액세서리 부착으로 러기지 공간을 활용할 수 있는 체결형 플랫폼을 적용했다.
넥쏘는 단 5분 내외의 짧은 충전시간만으로 최대 720km까지 주행이 가능하다. (18인치 타이어, 익스클루시브 트림, 산업부 복합 신고연비 107.6km/kg 기준) 또한 150kW급 전동모터와 수소연료전지 스택의 출력을 94kW로, 고전압 배터리의 출력은 80kW로 높였으며, 수소 저장탱크는 고성능 복합소재를 적용해 수소 저장량을 6.69kg까지 증대시켰다.
2개의 인버터를 장착한 2-스테이지 모터 시스템을 적용했으며, 루트 플래너, 수소충전소 실시간 정보, 수소 에너지 흐름도, 주행환경 기반 주행 가능 거리, V2L 사용 정보 등 수소 에너지 관련 정보를 제공하는 전용 표시 기능이 탑재됐다. 또한 운전자 상태 모니터링 시스템, 무선 소프트웨어 업데이트, 듀얼 스마트폰 무선충전, 현대 디지털 키 2, 디지털 센터 미러 및 사이드 미러, 빌트인 캠 2 플러스, 차량 내 지문 인증 시스템, 원격 스마트 주차 보조 2, 전 좌석 열선·통풍 기능 등이 적용됐으며, 9개의 에어백, 전방 충돌방지 보조 2, 차로 이탈방지 보조, 고속도로 주행보조 2, 전방/측방/후방 주차거리 경고, 페달 오조작 안전보조, 서라운드 뷰 모니터, 스티어링 휠 그립 감지, 어드벤스드 후석 승객 알림 등의 안전사양이 탑재됐다.
기존에 운영하던 단일 트림을 3개 트림으로 확대 운영하며, 판매가격은 익스클루시브 트림 7,644만 원, 익스클루시브 스페셜 트림 7,928만 원, 프레스티지 트림 8,345만 원이다. (※ 세제혜택 적용 후 기준)

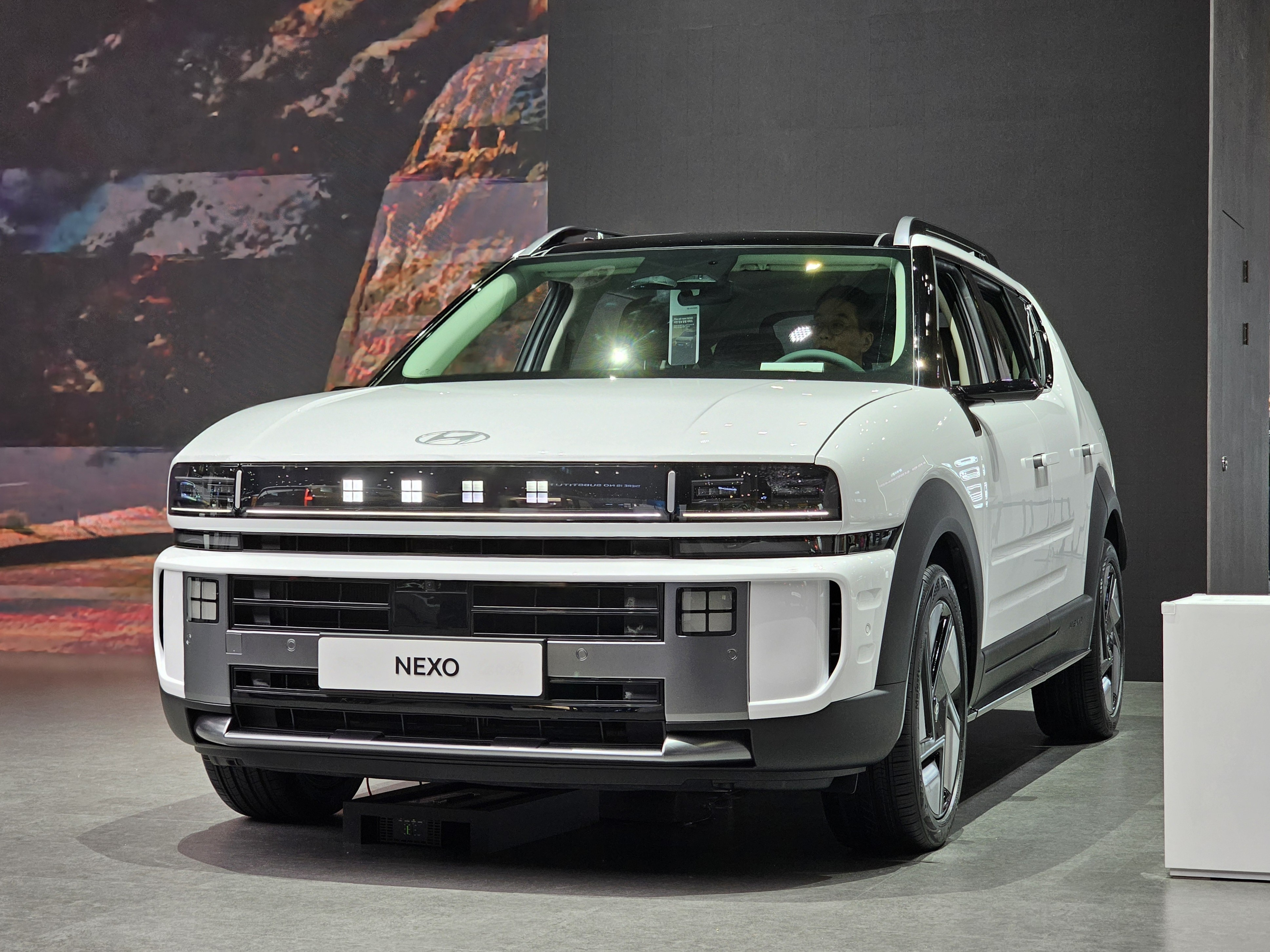
현대 디 올 뉴 넥쏘 전측면
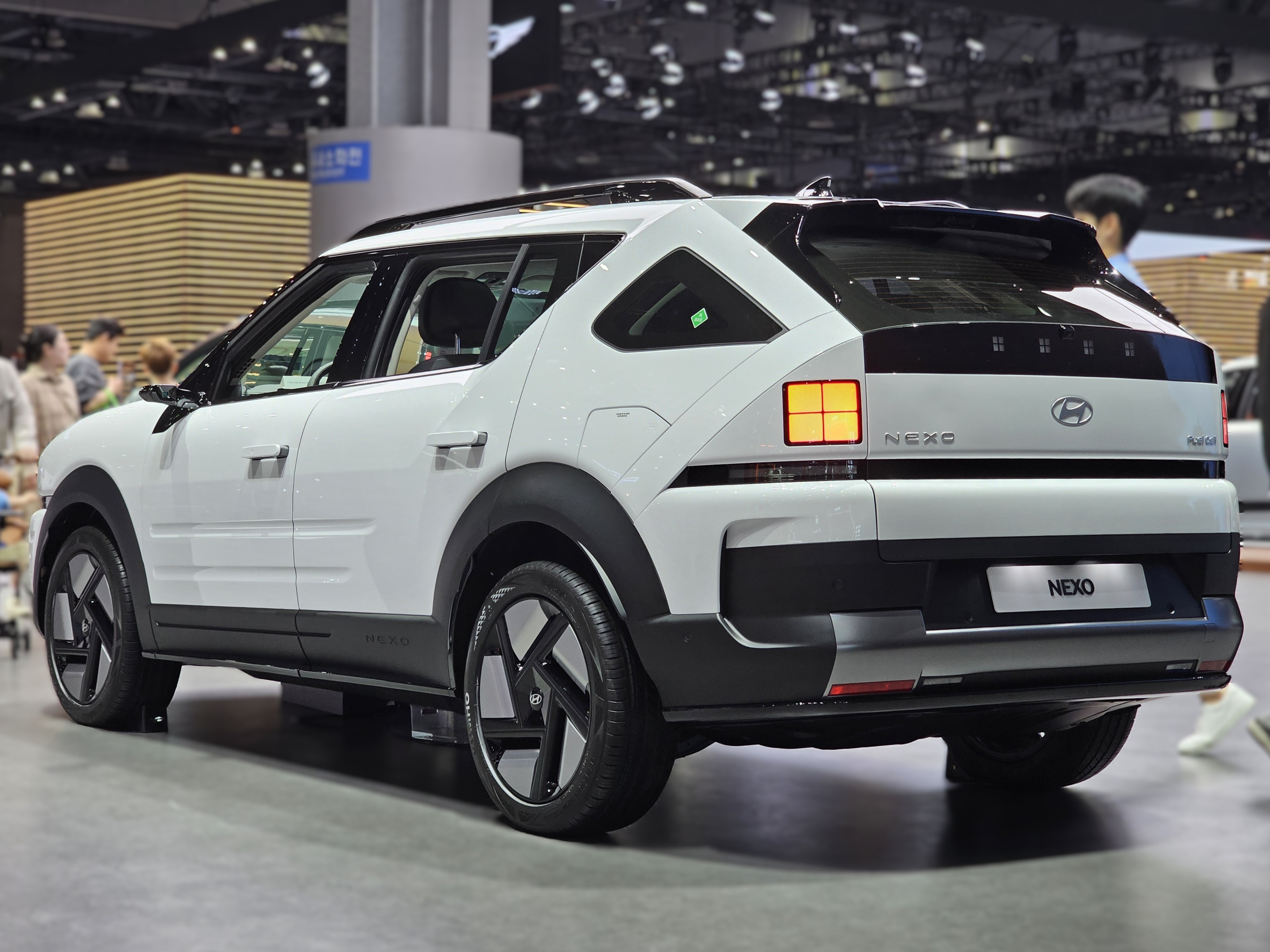
후측면
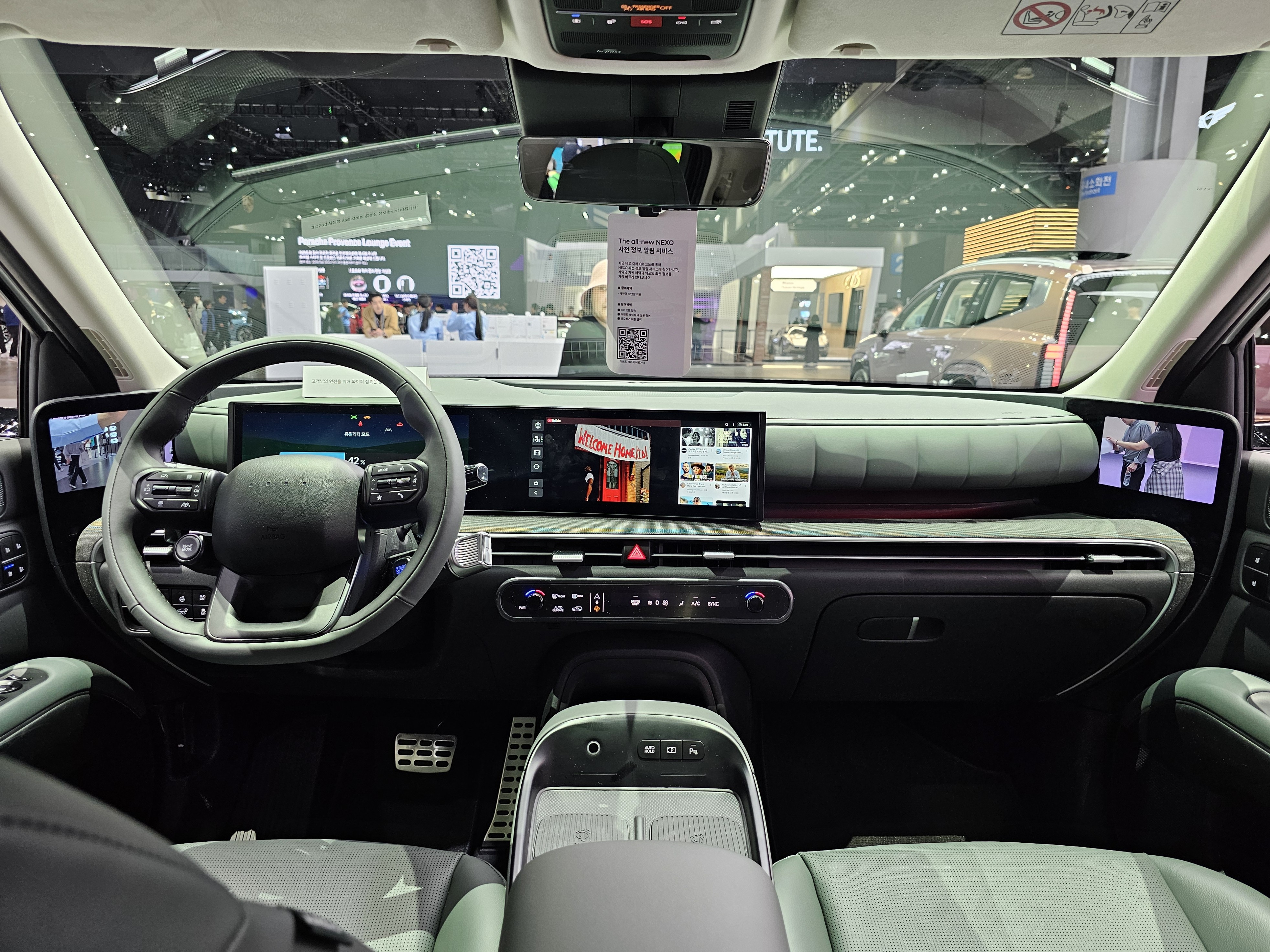
실내
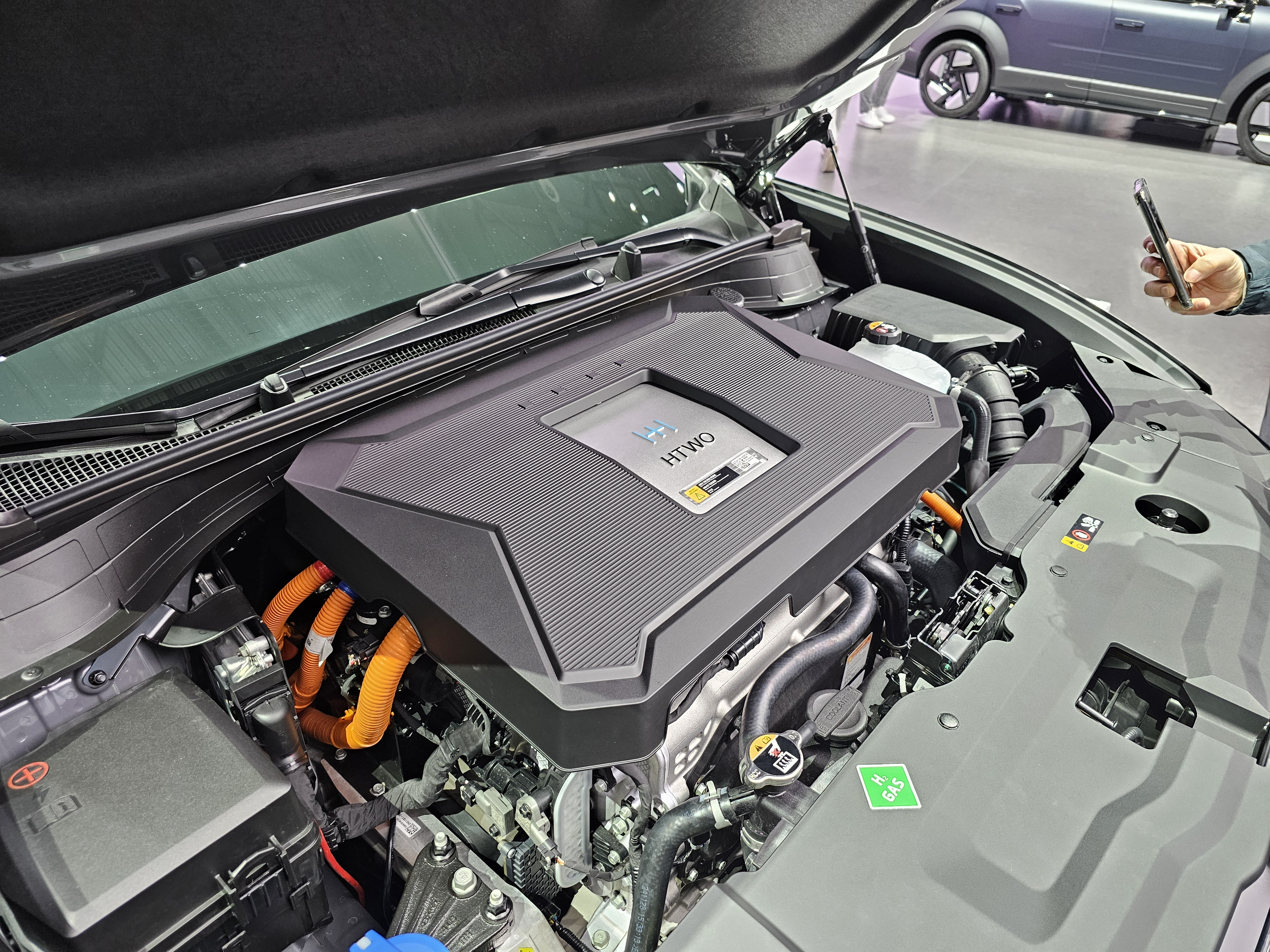
연료전지

## 사진

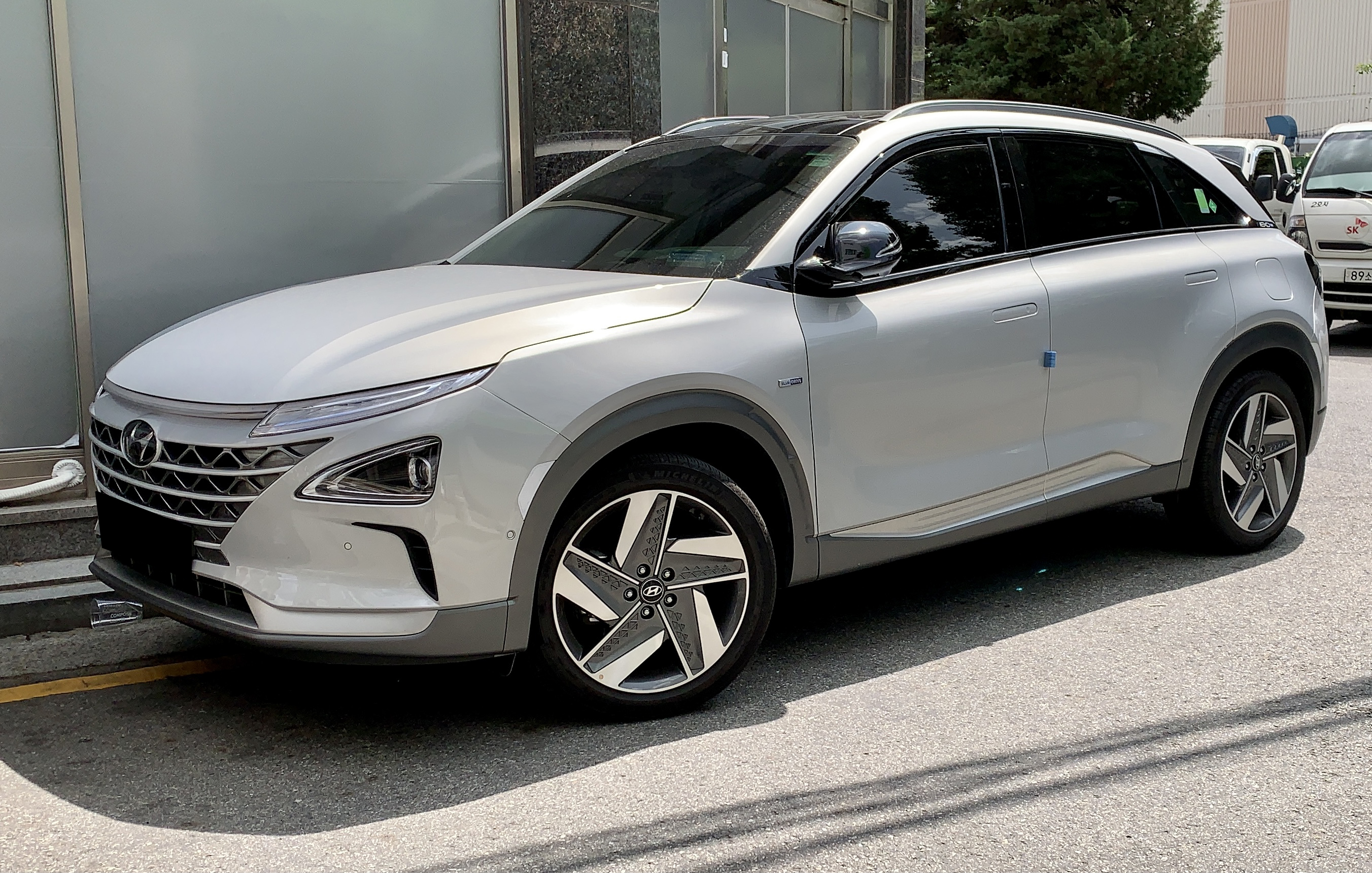
전면부
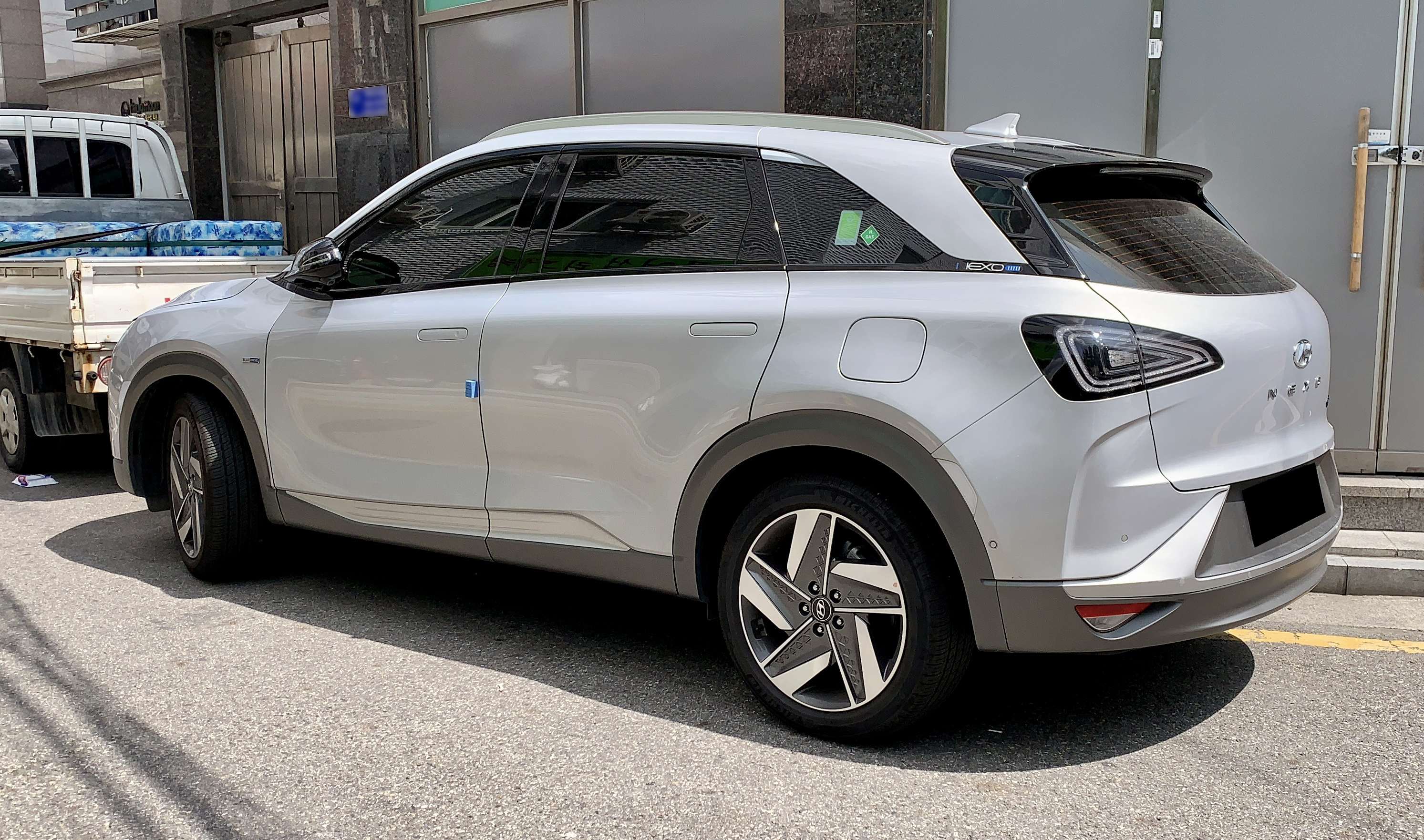
후면부

#### 제원
| 서스펜션 (전/후)     | 맥퍼슨 스트럿/멀티 링크                                                            | 맥퍼슨 스트럿/멀티 링크 | 맥퍼슨 스트럿/멀티 링크 | 맥퍼슨 스트럿/멀티 링크 | 맥퍼슨 스트럿/멀티 링크 | 맥퍼슨 스트럿/멀티 링크 |
| 구동 형식            | 앞모터 전륜구동                                                                    |                         |                         |                         |                         |                         |
| 연료                 | 수소/연료전지                                                                      |                         |                         |                         |                         |                         |
| 최고 출력 (ps/rpm)   | 154/3,000-4,600                                                                    |                         |                         |                         |                         |                         |
| 최대 토크 (kg*m/rpm) | 40.3kg*m                                                                           |                         |                         |                         |                         |                         |
| 연료 탱크 용량 (ℓ)   | 6.33 / 156.6                                                                       | 6.33 / 156.6            |                         |                         |                         |                         |
| 요소수 탱크 용량 (ℓ) | -                                                                                  | -                       |                         |                         |                         |                         |
| 공차 중량 (kg)       | 1,820(17인치 휠)/ 1,885(19인치 휠)                                                 |                         |                         |                         |                         |                         |
| 연비 (km/ℓ)          | 도심 99.5/고속 92.6/복합 96.2(17인치 휠)/ 도심 98.9/고속 88.0/복합 93.7(19인치 휠) |                         |                         |                         |                         |                         |
| Co2 배출량 (g/km)    | -                                                                                  | -                       |                         |                         |                         |                         |

## 같이 보기
- 현대 투싼ix FCEV